# Josée Bélanger
Josée Bélanger (* 14. Mai 1986 in Coaticook, Québec) ist eine ehemalige kanadische Fußballspielerin.

## Karriere
Bélanger begann mit fünf Jahren mit dem Fußballspielen in ihrem Geburtsort Coaticook. 2002 wurde sie erstmals zu einem Trainingscamp der kanadischen U-16-Mannschaft eingeladen. 2003 bestritt sie mit der U-23-Mannschaft als 17-Jährige ein Spiel bei den Panamerikaspielen als sie im Halbfinale zwei Minuten vor dem Spielende eingewechselt wurde. Mit der U-19-Mannschaft nahm sie dann 2004 an der CONCACAF U-20-Meisterschaft der Frauen teil und gewann den Titel gegen die USA, wobei sie in der 118. Minute das entscheidende 2:1 erzielte. Sie nahm dann auch an der U-19-Fußball-Weltmeisterschaft der Frauen 2004 in Thailand teil und wurde in den drei Gruppenspielen eingesetzt. Im Viertelfinale gegen China, in dem Kanada mit 1:3 ausschied, kam sie nicht zum Einsatz. Bereits vor der WM hatte sie am 30. Juli ihr erstes A-Länderspiel bestritten, das aber mit 0:3 gegen Japan verloren wurde. Danach dauerte es sechs Jahre, bis sie zu weiteren Länderspieleinsätzen kam. Zunächst wurde sie 2010 in drei Freundschaftsspielen u. a. beim 0:5 gegen Deutschland am 15. September eingesetzt. Im November gewann sie dann mit Kanada den CONCACAF Women’s Gold Cup 2010 und qualifizierte sich für die WM 2011 in Deutschland. Im Dezember gewann sie dann noch mit Kanada das Vier-Nationen-Turnier in Brasilien, die WM verpasste sie aber aufgrund einer Verletzung. Erst 2014 wurde sie wieder in Länderspielen eingesetzt u. a. beim Zypern-Cup 2014, den Kanada auf dem fünften Platz beendete. Ein Jahr später erreichte sie mit Kanada das Finale des Zypern-Cups, verlor dieses aber gegen England. Am 27. April 2015 wurde sie in den Kader für die WM 2015 in ihrem Heimatland berufen. Sie stand in den drei Gruppenspielen und im Achtelfinale in der Startelf und erzielte im Achtelfinale gegen die Schweiz den 1:0-Siegtreffer.
Sie gehörte zum Kader für das Qualifikationsturnier für die Olympischen Sommerspiele 2016, bei dem sich Kanada für die Olympischen Spiele qualifizierte. Sie kam zu vier Einsätzen und wurde nur beim dritten Gruppenspiel nicht berücksichtigt, als einige Stammspielerinnen geschont wurden. Die Stürmerin, die 57 mal für die Kanadische Fußballnationalmannschaft der Frauen auflief, beendete im Mai 2017 ihre aktive Karriere.

## Erfolge
- CONCACAF U-20-Meisterschaft der Frauen Sieger 2004
- CONCACAF Women’s Gold Cup 2010 Sieger
- Damallsvenskan 2015
- Algarve-Cup 2016 Sieger